# (70030) Margaretmiller
(70030) Margaretmiller (1999 CZ1) – planetoida z pasa głównego asteroid okrążająca Słońce w ciągu 2,73 lat w średniej odległości 1,95 j.a. Odkryta 7 lutego 1999 roku.